# Rajd Wisły 1988
Rajd Wisły 1988 – 36. edycja Rajdu Wisły. Był to rajd samochodowy rozgrywany od 23 do 25 września 1988 roku. Była to czwarta runda Rajdowych Samochodowych Mistrzostw Polski w roku 1988. Rajd składał się z dwudziestu czterech odcinków specjalnych. Rajd rozgrywany był na nawierzchni szutrowej i asfaltowej. Zwycięzcą został Andrzej Koper, który wygrał jedenaście OS-ów. Zespołowo wygrał Autoklub Rzemieślnik Warszawa I.

## Wyniki końcowe rajdu[1][2]
| Miejsce | Kierowca            | Pilot              | Samochód                   | Czas    | Strata | Grupa Klasa |
| ------- | ------------------- | ------------------ | -------------------------- | ------- | ------ | ----------- |
| 1       | Andrzej Koper       | Krzysztof Gęborys  | Renault 11 Turbo           | 1:46:49 | -      | B           |
| 2       | Paweł Przybylski    | Maciej Wisławski   | FSO Polonez 1500 Turbo     | 1:51:17 | +4:28  | B           |
| 3       | Paweł Petrys        | Artur Skorupa      | FSO Polonez 1600 C         | 1:53:29 | +6:40  | A-14        |
| 4       | Krzysztof Hołowczyc | Mirosław Szulc     | FSO Polonez 1600 C         | 1:55:11 | +8:22  | A-14        |
| 5       | Bogdan Herink       | Barbara Stępkowska | FSO 1500                   | 1:55:40 | +8:51  | A-14        |
| 6       | Lesław Orski        | Lech Wójcik        | Volkswagen Golf II GTi 16V | 1:55:48 | +8:59  | A-13        |
| 7       | Dariusz Poletyło    | Robert Burchard    | FSO Polonez 1600 C         | 1:56:21 | +9:32  | A-14        |
| 8       | Toomas Olbegi       | Arne Timusk        | Lada VAZ 2105 VFTS         | 1:56:33 | +9:44  | B           |
| 9       | Mirosław Krachulec  | Zbigniew Świtek    | Lada VAZ 2105 MTX          | 1:57:06 | +10:17 | B           |
| 10      | Romuald Chałas      | Zbigniew Atłowski  | FSO Polonez 1600 C         | 1:58:07 | +11:18 | A-14        |
| 11      | Krzysztof Skalski   | Jakub Mroczkowski  | FSO 1500                   | 1:59:39 | +12:50 | N-02        |

1. ↑  Nieliczony w klasyfikacji RSMP